# MyAnimeList
MyAnimeList (также MAL, букв. англ. «Мой список аниме») — социальная сеть, предоставляющая своим пользователям возможность организовывать, сохранять и оценивать аниме и мангу. Социальной составляющей является возможность добавление аккаунтов в «друзья», автоматическая оценка совпадения вкусов исходя из списков произведений и возможность создания сообществ и дискуссий как в них, так и на специальных форумах произведений.
Сайт создан и активно поддерживается Гарретом Гисслером, работающим под псевдонимом «Xinil». В настоящее время есть сорок сотрудников, занятых обновлением баз данных, модерацией сообществ и публикацией новых историй. По состоянию на 30 марта 2012 года, на MyAnimeList зарегистрировано более 850 000 пользователей, из которых более 100 000 заходят на него каждый день. В 2015 году сайт посещали 120 миллионов человек в месяц.

## История развития
По словам Гаррета, сайт был запущен в ноябре 2004 года и первоначально размещён на его личном сайте, прежде чем он был перенесён на домен myanimelist.net в течение апреля 2006 года в попытке увеличить пользовательскую базу. Гаррет сообщает также, что с тех пор сайт «имел огромный приток новых пользователей».
Первоначально сайт состоял из списков аниме у пользователей. Базы данных отсутствовали и на сайте не было каких-либо особенностей. 29 июня 2005 года база данных аниме была создана для стандартизации названий аниме в списках пользователей. До запуска первого поколения форумов в 2006 году сайт использовал «Панель» для коммуникации пользователей. Эта система была похожа на комментирование профиля, нынешней функции, которая позволяет пользователям размещать текстовые сообщения на странице профиля другого пользователя. Панель изначальна была предназначена для связи с администраторами, но её также использовали для обсуждений между собой. Общение между пользователями было улучшено, когда 6 апреля 2006 года была добавлена простая форумная система. 11 декабря форум был заменён новой системой, написанной с нуля Гарретом.
4 августа 2008 года CraveOnline, сайт мужских развлечений и стиля жизни, принадлежащий AtomicOnline, приобретает MyAnimeList за неразглашаемую сумму.
Однако, по словам Майка Доджа, старшего вице-президента и генерального менеджера AtomicOnline, цена была низка, по сравнению с их типичными приобретениями, которые, как он сказал, были в диапазоне от $ 400 000 до $ 2 000 000.

## Функциональность
На данный момент MyAnimeList позволяет вести списки аниме, корейской и китайской анимации. Также на сайте представлена информация о манге, манхве, маньхуа, а также додзинси и ранобэ. Пользовательские списки аниме или манги можно персонализировать с точки зрения содержания и визуального стиля, используя собственные средства и инструменты сайта или написав собственный код CSS для контролирования отображаемой информации и её представления. Пользователи также могут настроить подписи, показывающие, что они недавно смотрели и/или читали, список избранного и другое. Такие подписи пользователи обычно вставляют на форумах, использующих BB-код.
MyAnimeList также имеет доступную для поиска базу данных людей, участвовавших в создании произведений, и содержит такую информацию, как имена, написанные в родной для них письменной форме, и биографию. На данный момент на сайте есть списки людей, озвучивающих аниме на японском, английском, корейском, испанском, немецком, французском, португальском и итальянском языках. Другая база данных содержит вымышленных персонажей, с указанием, в каких произведениях они появлялись, а также озвучивающих их актёров. Ещё одна доступная для поиска база данных содержит список существующих групп фэнсаба, качество которых могут оценить пользователи.
Пользователи могут публиковать отзывы, писать рецензии и рекомендации, общаться и вести дискуссии на форумах, подписываться на RSS ленты пользователей, а также создавать группы для объединения с людьми со схожими интересами. Ещё одной особенностью является обсуждение эпизодов и глав: при обновлении пользователем своего листа система предлагает обсудить освоенный эпизод или главу в специальной теме на форуме, однако эта функция может быть отключена.
Также MyAnimeList имеет неофициальную программу MAL Updater. Она позволяет, не заходя на сайт, отмечать просмотренные аниме. При установке программы она спрашивает, через какой плеер идёт просмотр аниме и во время запуска серии происходит автоматическое считывание её названия и номера серии. Программа синхронизирует записи с учётной записью MyAnimeList и автоматически обновляет аниме, которые вы посмотрели, планируете посмотреть, которые вам не понравились и вы не будете их смотреть, позволяет ставить оценки и т. д. Схожим функционалом обладает также независимая программа Taiga.

## Оценка
Рейтинг сайта MyAnimeList позволяет пользователям оценивать аниме и мангу из собственного списка по шкале от 1 до 10. Затем оценка агрегируется в общий балл, который позже становится доступным для просмотра на главной странице аниме/манги. Общедоступный рейтинг рассчитывается два раза в день по следующей формуле:
{\displaystyle {\displaystyle R={\frac {vS+mC}{v+m}}}}
где {\displaystyle {\displaystyle v}} обозначает общее количество голосов пользователей, {\displaystyle {\displaystyle S}} — средняя оценка пользователя, {\displaystyle {\displaystyle m}} — минимальное количество голосов, необходимое для получения общего балла (в настоящее время 50) и {\displaystyle {\displaystyle C}} — среднее значение по всей базе пользователей. В число пользователей входят лишь те люди, которые ознакомились с более 20% произведения.